# Paragénese
Paragénese refere-se a associações minerais cuja formação obedece ao mesmo processo genético e deriva, principalmente, da composição e teores químicos do material original.
Uma associação paragenética não contende a formação concomitante de todos os minerais constituintes. Associações de conjugações mineralógicas geneticamente diferentes não constituem uma paragénese.

## Aplicações
O conhecimento da paragénese mineral é de extrema importância pois permite a prospecção de minérios através da análise da associação paragenética dos mesmos. Possibilita prever ou exceptuar a presença de um determinado mineral.
Por exemplo, a prospecção de diamantes faz-se procurando ocorrências kimberlíticas.
Na petrologia, o conhecimento da paragénese de uma dada rocha possibilita o estudo e aferição do grau e fácies metamórfica em rochas metamórficas e os processos de cristalização magmática em rochas ígneas.
1. ↑  «Glossário – Recursos Minerais de Minas Gerais». Consultado em 6 de dezembro de 2021
2. 1 2  Infopédia. «paragénese - Infopédia». Infopédia - Dicionários Porto Editora. Consultado em 6 de dezembro de 2021
3. ↑  www2.senado.leg.br https://www2.senado.leg.br/bdsf/bitstream/handle/id/66162/noticia.htm?sequence=1&isAllowed=y. Consultado em 6 de dezembro de 2021 Em falta ou vazio |título= (ajuda)
4. ↑  «petrologia». sigep.cprm.gov.br. Consultado em 6 de dezembro de 2021